# Morpho eusebes
Morpho eusebes är en fjärilsart som beskrevs av Hans Fruhstorfer. Morpho eusebes ingår i släktet Morpho och familjen praktfjärilar. Inga underarter finns listade i Catalogue of Life.